# Ligue nationale de hockey balle
 (juillet 2025).
Si vous disposez d'ouvrages ou d'articles de référence ou si vous connaissez des sites web de qualité traitant du thème abordé ici, merci de compléter l'article en donnant les références utiles à sa vérifiabilité et en les liant à la section « Notes et références ».
 (juillet 2025).
La mise en forme du texte ne suit pas les recommandations de Wikipédia : il faut le « wikifier ».
Les points d'amélioration suivants sont les cas les plus fréquents :
- Les titres sont pré-formatés par le logiciel. Ils ne sont ni en capitales, ni en gras.
- Le texte ne doit pas être écrit en capitales (les noms de famille non plus), ni en gras, ni en italique, ni en « petit »…
- Le gras n'est utilisé que pour surligner le titre de l'article dans l'introduction, une seule fois.
- L'italique est rarement utilisé : mots en langue étrangère, titres d'œuvres, noms de bateaux, etc.
- Les citations ne sont pas en italique mais en corps de texte normal. Elles sont entourées par des guillemets français : « et ».
- Les listes à puces sont à éviter, des paragraphes rédigés étant largement préférés. Les tableaux sont à réserver à la présentation de données structurées (résultats, etc.).
- Les appels de note de bas de page (petits chiffres en exposant, introduits par l'outil «  Source ») sont à placer entre la fin de phrase et le point final[comme ça].
- Les liens internes (vers d'autres articles de Wikipédia) sont à choisir avec parcimonie. Créez des liens vers des articles approfondissant le sujet. Les termes génériques sans rapport avec le sujet sont à éviter, ainsi que les répétitions de liens vers un même terme.
- Les liens externes sont à placer uniquement dans une section « Liens externes », à la fin de l'article. Ces liens sont à choisir avec parcimonie suivant les règles définies. Si un lien sert de source à l'article, son insertion dans le texte est à faire par les notes de bas de page.
- La présentation des références doit suivre les conventions bibliographiques. Il est recommandé d'utiliser les modèles {{Ouvrage}}, {{Chapitre}}, {{Article}}, {{Lien web}} et/ou {{Bibliographie}}. Le mode d'édition visuel peut mettre en forme automatiquement les références.
- Insérer une infobox (cadre d'informations à droite) n'est pas obligatoire pour parachever la mise en page.

Pour une aide détaillée, merci de consulter Aide:Wikification.
Si vous pensez que ces points ont été résolus, vous pouvez retirer ce bandeau et améliorer la mise en forme d'un autre article.
La Ligue nationale de hockey balle ou LNHB est une organisation sportive professionnelle de hockey balle québécoise. Créée en 2020, elle est considérée comme la toute première ligue de hockey balle au monde à avoir vu le jour. Depuis sa création, la ligue est, annuellement, composée de 12 équipes situées un peu partout au Québec qui s'affrontent en saison régulière puis en séries éliminatoires pour l'obtention de la Coupe LDK.

## Histoire

### Création
La Ligue nationale de hockey balle est créé en 2020, ce qui en fait, à l'époque, la toute première ligue de hockey balle professionnelle au monde. Alex Burrows, un ancien joueur de hockey sur glace pour les Canucks de Vancouver et les Sénateurs d'Ottawa dans la LNH, assure le poste de président; Olivier Primeau, homme d'affaires, celui de commissaire. Le 26 février, par voie de communiqué la LNHB annonce l'emplacement des 12 équipes qui participent à sa première saison : les villes d'Anjou, Boucherville, Drummondville, Granby, Joliette, Lévis, Mirabel, Québec, Saint-Léonard-d'Aston, Sherbrooke, Trois-Rivières et Victoriaville sont retenues. Les noms des franchises respectives, à savoir les Huskies, le Gold & Blue, le Mobux, les Mustangs, l'Assurancia Venne & fille, le Pro Style Lettrage, les Hawks, les Harfangs, l'Optimize Dek Hockey Club, le Camping Île-Marie, le CHB Glissières Desbiens et les Lynx, ainsi que leurs logos respectifs, sont annoncés quelques jours plus tard. Dû aux restrictions provoquées par la pandémie mondiale de COVID-19, la première saison est reportée en 2021.

### Première saison
Le 23 mars 2021, la franchise du Mobux, précédemment destiné à être établie à Drummondville, déménage à McMasterville, aux abords de Montréal. Il s'agît du seul remaniement d'une équipe de la ligue avant le lancement de la première saison.
Malgré un climat d'incertitude en lien avec le SARS-CoV-2, le mois suivant, plus précisément le dimanche 18 avril, a lieu la loterie du premier repêchage de l'histoire de la ligue. Le dévoilement de l'ordre des choix est annoncé par le commissaire de la ligue, Olivier Primeau, et est diffusé par l'entremise de la page Facebook officielle de la Ligue nationale de hockey balle. Par ailleurs, la LNHB ne disposant que de peu de commanditaires est très active sur les réseaux sociaux. L'ordre de la première ronde du repêchage est disposé comme suit : McMaster, Mirabel, Sherbrooke, Saint-Léonard-d'Aston, Trois-Rivières, Victoriaville, Anjou, Joliette, Boucherville, Québec, Lévis, Granby. L'événement, qui sera composé de 16 rondes durant lesquels les franchises pourront piger dans un lot de 700 joueurs disponibles, est annoncé pour le 5 juin 2021, en direct du New City Gas de Montréal. Finalement, la pandémie en cause, celui-ci se tiendra les 12 juin (pour les rondes 1 à 4) et 13 juin (pour les rondes 5 à 16), quoique toujours au même endroit. Fait important : Gabriel Parent, un gardien de but sélectionné par le Mobux, est le tout premier joueur à être repêché dans l'histoire de la LNHB.
Au terme de la deuxième journée de repêchage, chaque équipe détient 16 joueurs : elles doivent obligatoirement compter 20 joueurs dans leur alignement d'ici le début de la saison, dont au moins 2 joueurs de 23 ans et moins en tout temps sur le terrain. Conséquemment, les directions engageront 4 agents libres pour être en règle avant le lancement de la saison, soit le 16 juillet 2021.
Après que les 12 matchs de la saison régulières aient été disputés, le Camping Île-Marie du CHBS trône au sommet du classement, avec 23 points accumulés; Boucherville, pour leur part, s'offre la dernière position avec un score de 7 points.
En série (celles-ci sont disposées dans un modèle 2 de 3, c'est-à-dire que pour qu'une équipe remporte la série, il faut qu'elle soit victorieuse de deux matchs), Sherbrooke, Saint-Léonard-d'Aston, Mirabel et Granby, possédant les quatre premières positions du classement, se voient automatiquement attribuer une place en deuxième ronde. Les huit autres équipes s'affrontent dans un modèle de duel afin de déterminer les quatre équipes qui participeront à la deuxième ronde. Par la suite, toutes les équipes se trouvent sur un pied d'égalité, en d'autres termes, pour se qualifier, il faut à tout prix remporter son duel.
La finale pour l'obtention de la Coupe Legend se joue entre l'Assurancia Venne & fille de Joliette et le Camping Île-Marie du CHBS. Encore une fois, la COVID-19 fait des siennes, les matchs devant être reportés une semaine plus tard. Malgré un premier match remporté par Joliette, c'est finalement Sherbrooke qui sort vainqueur de la série. Donc, le Camping Île-Marie du CHBS devient la toute première équipe à remporter le tournoi des séries éliminatoire de la LNHB. Déclarée grande championne, elle se voit décerner la Coupe Legend.

### Deuxième saison
Les Mustangs de Granby remporte la Coupe Legend, au cinquième et dernier match de la finale des séries éliminatoires de la LNHB, face au Pro Style Lettrage de Lévis.

### Troisième saison
Le Camping Île-Marie remporte la Coupe LDK (anciennement la Coupe Legend), au troisième match de la finale des séries éliminatoires de la LNHB, face au Gold & Blue de Boucherville.

### Quatrième saison
Le Camping Île-Marie remporte la Coupe LDK, au troisième match de la finale des séries éliminatoires de la LNHB, face aux Hawks de Mirabel. Il s'agît de la première fois dans l'histoire de la ligue qu'une équipe remporte deux fois de suite le tournoi des séries éliminatoire. Pour Sherbrooke, il s'agît de leur troisième titre en quatre ans.

### Liste des vainqueurs de la Ligue nationale de hockey balle
La Coupe LDK est remise annuellement à l'équipe qui remporte les séries éliminatoires depuis 2023. Avant cette date, c'était la Coupe Legend qui était remise annuellement à l'équipe qui remportait les séries éliminatoires.
| Année | Vainqueurs                | Finaliste                            | Résultat |
| ----- | ------------------------- | ------------------------------------ | -------- |
| 2021  | Camping Île-Marie du CHBS | Assurancia Venne & fille de Joliette | 2-1      |
| 2022  | Mustang de Granby         | Pro Style Lettrage de Lévis          | 3-2      |
| 2023  | Camping Île-Marie du CHBS | Gold & Blue de Boucherville          | 3-0      |
| 2024  | Camping Île-Marie du CHBS | Hawks de Mirabel                     | 2-1      |

## Structure
Pour la saison 2025, la LNHB est composée des 12 équipes suivantes:

### Répartition des équipes
| Ouest                                | Est                                |
| ------------------------------------ | ---------------------------------- |
| Huskies d'Anjou                      | Xtreme Groupe Mondou de Shawinigan |
| Gold & Blue de St-Hubert             | Prostyle Lettrage de Lévis         |
| Preds de Granby                      | Harfangs de Québec                 |
| Assurancia Venne & fille de Joliette | Camping Île-Marie du CHBS          |
| Mobux de McMaster                    | Glissières Desbiens de Louiseville |
| Hawks de Mirabel                     | Lynx de Victoriaville              |

### Règlements généraux
Voici un sommaire des règlements en vigueur pour la saison 2025 de la LNHB :
- Les matchs se jouent en format 3 c. 3, c'est-à-dire que chaque équipe ne peut qu'avoir que trois joueurs en même temps sur la surface de jeu, ainsi qu'un gardien de but[19];
- Les équipes doivent avoir un alignement de 11 joueurs (incluant les gardiens) à chaque matchs[20];
- Chaque équipe doit obligatoirement avoir dans son alignement deux joueurs de moins de 23 ans en tout temps[19].